# Acalyptris clinomochla
Acalyptris clinomochla là một loài bướm đêm thuộc họ Nepticulidae. Nó được miêu tả bởi Edward Meyrick năm 1934. Nó được tìm thấy ở Bombay, Ấn Độ và Sri Lanka. Ấu trùng ăn Bridelia retusa.